# Rathaus (Wolfach)

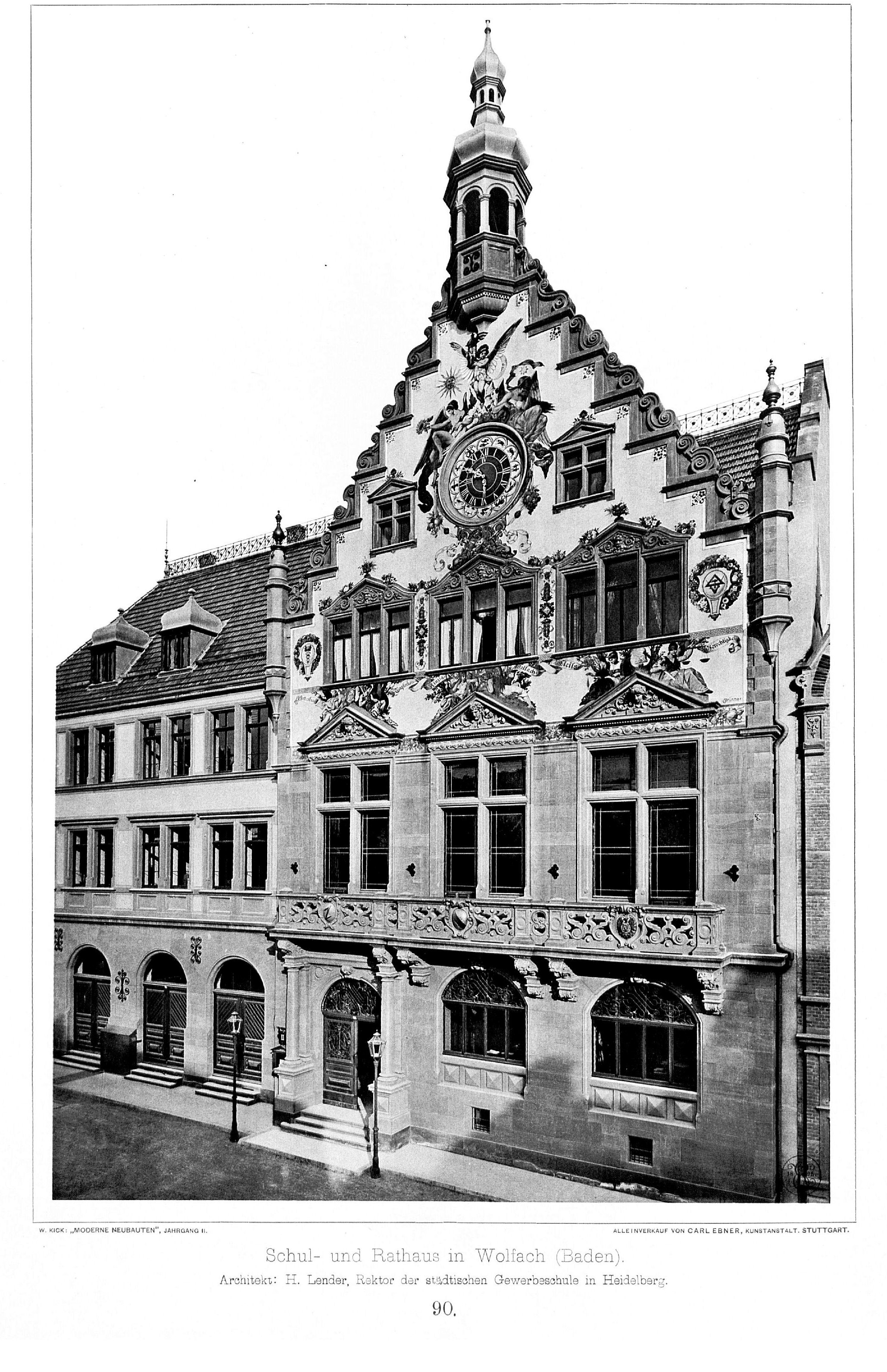
Das Schul- und Rathaus nach seiner Fertigstellung 1894

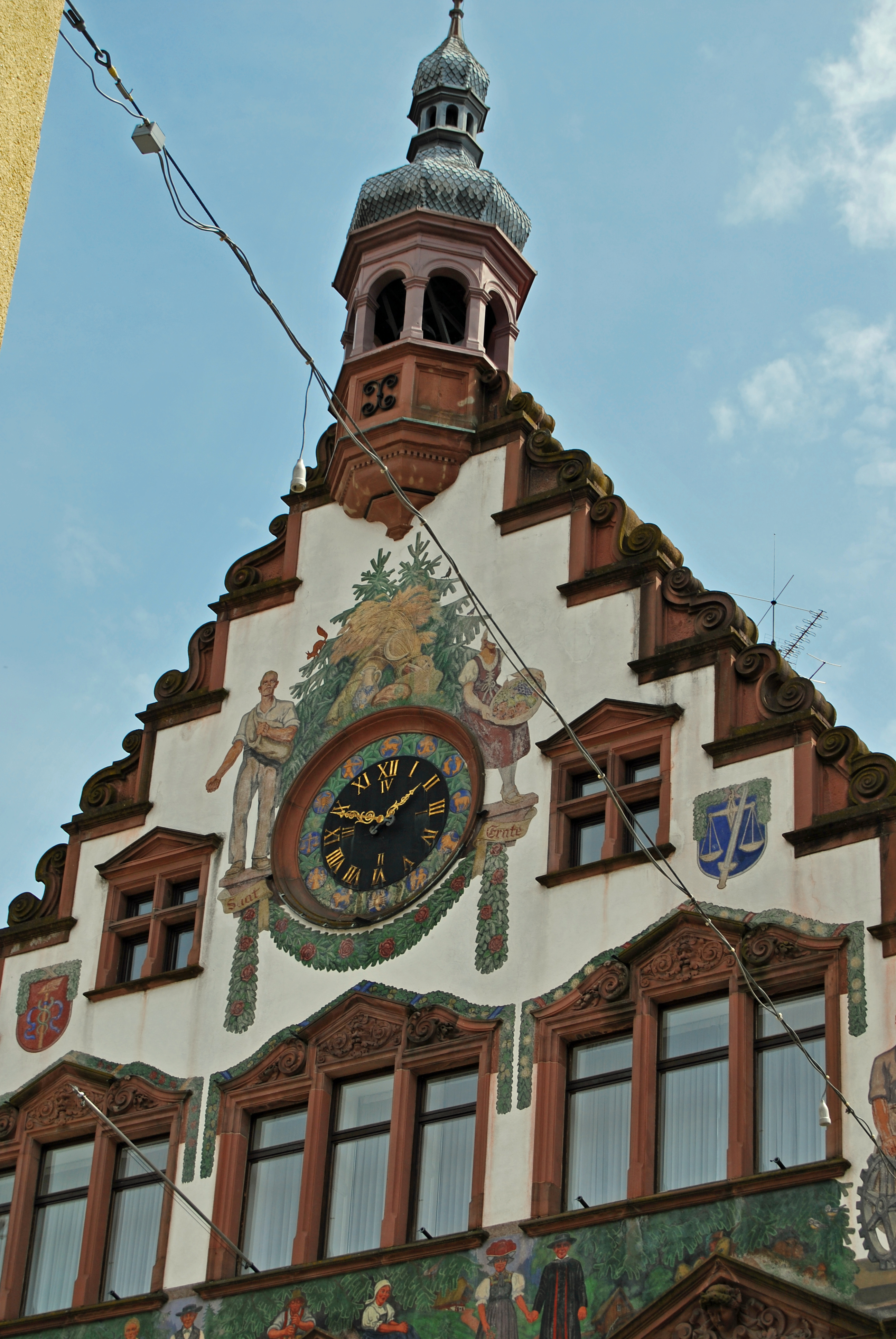
Das Rathaus heute

Das Rathaus in Wolfach ist ein denkmalgeschütztes historistisches Gebäude.

## Geschichte
Nachdem das frühneuzeitliche Schul- und Rathaus im Jahre 1892 abgebrannt war, rief der Gemeinderat von Wolfach einen Wettbewerb aus. Damit sollten Entwürfe für einen Neubau erlangt werden. Aus dem Wettbewerb ging Herbert Lender als Sieger hervor. Die Preisjury war die Großherzogliche Baudirektion in Karlsruhe. Die Kosten betrugen insgesamt 170.000 M.

## Beschreibung
Das Gebäude wurde ursprünglich als Schul- und Rathaus im Neorenaissancestil nach Plänen von Herbert Lender, Architekt und Rektor der städtischen Gewerbeschule in Heidelberg 1893/1894 erbaut. Im Erdgeschoss befand sich bei dessen Fertigstellung das Zimmer des Bürgermeisters, das zugleich Sitzungszimmer des Gemeinderats war. Ebenso das Zimmer des Ratschreibers, die Registratur, Wartezimmer, die Stadtkasse und das städtische Archiv. Der Ratssaal geht durch zwei Stockwerke und hat mehrere Nebenräume. Darüber befand sich zur Zeit der Erbauung die Dienstwohnung, bestehend aus vier Zimmern und Küche. Das Schulhaus hatte bei Fertigstellung des Baus im Erdgeschoss nach der Straße zu eine Markthalle, nach dem Hof eine Schülerhalle, im 1. und 2. OG jeweils vier Schulsäle. Die Treppen sind aus rotem Sandstein. Alle Erdgeschossräume wurden mit Kreuzgratgewölben versehen. Alle Architekturteile, auch die Säulen im Inneren des Baus und die Treppenstufen wurden aus hartem, rotem Sandstein aus Alpirsbach hergestellt. Die Dächer sind mit glasierten, farbigen Falzziegeln eingedeckt. Die Fassade zeigte eine aufwendige Bemalung mit allegorischen Darstellungen von Zeit, Gottesfurcht, Tapferkeit, Eifer, Gerechtigkeit. Wolf und der Kinzig bereicherten die Bemalung mit astrologische Symbolen und reichen Ornamenten. Erhalten blieb noch die historistische Deckenbemalung im Eingangsbereich des Rathauses.
In der Zeit des Nationalsozialismus wurde die historistische Fassadenbemalung von Karl Brünner mit dem Werk Die neue Zeit von Eduard Trautwein übermalt, das als NS-Propaganda gedacht war. Nach dem Zweiten Weltkrieg wurde das Gemälde verändert, so wurden die Hakenkreuze und ein SA-Mann im Giebel des Gebäudes entfernt oder ersetzt.

## Weblink
Koordinaten: 48° 17′ 55,4″ N, 8° 13′ 22″ O